# Hagelgölarna
Hagelgölarna är en sjö i Vaggeryds kommun i Småland och ingår i Lagans huvudavrinningsområde. Sjöns area är 0,016 kvadratkilometer och den är belägen 275 meter över havet.